# Tomoyasu Asaoka
Tomoyasu Asaoka (født 6. april 1962, død 6. oktober 2021) var en japansk fodboldspiller.

## Japans fodboldlandshold
| Japans landshold | Japans landshold | Japans landshold |
| År               | Kmp              | Mål              |
| ---------------- | ---------------- | ---------------- |
| 1987             | 1                | 0                |
| 1988             | 5                | 0                |
| 1989             | 2                | 0                |
| Total            | 8                | 0                |